# Красная книга Болгарии
Красная книга Республики Болгария (болг. Червена книга на Република България) — официальный государственный документ, который содержит аннотированный перечень редчайших и находящихся под угрозой исчезновения видов животного и растительного мира в границах территории Болгарии, её континентального шельфа и морской экономической зоны, а также обобщённые сведения о распространении, современном состоянии этих видов, причинах сокращения численности, и мероприятия по их сохранению и воспроизведению.
Занесенные в Красную книгу Республики Болгария виды растений и животных подлежат особой охране на всей территории страны.

## История
Идея издания национальной Красной книги принадлежит болгарскому зоологу Николаю Боеву. Первое издание книги было подготовлено и опубликовано Болгарской академией наук в двух томах и вышло в 1984 (том 1. Растения) и 1985 (том 2. Животные) году. Последующие издания по причине вхождения Болгарии в Евросоюз составлялись с учётом применения общеевропейской системы охраны биологического разнообразия «Натура 2000».
В 2011 году увидело свет второе издание Красной книги под общей редакцией академика Васила Големанского. Всего в неё включены: 287 видов и подвидов животных, 659 видов растений, 149 видов грибов. Впервые в неё был включён также список беспозвоночных (51 вид, из которых 39 находятся на грани уничтожения). Также был выпущен третий том, содержащий сведения о 166 уязвимых микробиоценозах и местах обитания. 
В 2015 году было объявлено о выпуске третьего издания, в котором был пересмотрен ряд консервационных статусов некоторых видов.

## Природоохранные категории
- EX — По-видимому, исчезнувшие виды.
- CR — Виды, находящиеся в критическом состоянии (находящиеся на грани полного исчезновения).
- EN — Вымирающие виды.
- VU — Уязвимые виды (сокращающиеся в численности, естественно редкие).
- DD — Виды, неопределенные по статусу.